# Kostel Zvěstování Páně (Vlachovo Březí)
Kostel Zvěstování Páně, někdy též kostel Zvěstování Panny Marie, v městské památkové zóně Vlachovo Březí je kulturní památka a farní kostel římskokatolické farnosti Vlachovo Březí.

## Historie

### Předchůdce kostela Zvěstování Páně
Kostel byl postaven na místě, kde stával menší románský farní kostel, který byl zmiňován v roce 1389 a okolo kterého býval hřbitov. V roce 1930 byly odkryty zbytky tohoto románského kostela, včetně polokruhového portálu.

### Historie kostela Zvěstování Páně
Kostel Zvěstování Páně byl postaven nákladem Karla Leopolda z Millesima a jeho ženy Františky Hyzerlové z Chodů – byl postaven v letech 1659–1669. V roce 1735 byly ke kostelu přistavěny boční kaple svatého Jana Nepomuckého a svaté Barbory. V roce 1897 byly v bočních kaplích zabíleny původní nástěnné malby a místním rodákem Janem Boškem (1854–1933) namalovány nové.

### Popis kostela
Kostel je postaven v raně barokním stylu, s bočními kaplemi má tvar kříže. V severovýchodním rohu kostela je věž, v jihovýchodním rohu rohu kostela je přistavena sakristie s oratoří. Chrámová loď je zaklenuta.

## Zařízení kostela
Zařízení kostela je barokní z 18. století. Většina zařízení, včetně hlavního oltáře, je z dílny čimelického rodáka, sochaře a řezbáře Ignáce Hammera (1741–1801). Po stranách hlavního oltáře jsou v popředí sochy svatého Václava a Jana Nepomuckého. Boční oltář svatého Linharta byl zřízen z darů farníků jako poděkování za záchranu od moru; na oltáři jsou sochy sv. Blažeje, sv. Mikuláše a sv. Dominika. Na oltáři Navštívení Panny Marie jsou sochy sv. Petra a sv. Pavla.
Oltáře sv. Barbory a sv. Jana Nepomuckého v bočních kaplích pocházejí ze zrušeného kláštera v Mikulově a je na nich ditrichštejnský znak.
V jižní kapli je pozdně gotická kamenná křtitelnice, v severní kapli je mramorový náhrobní kámen jednoho příslušníka rodu Malovců z Malovic s letopočtem 1561.
Zvon Karel pochází z roku 1592, má průměr 100 cm a byl zhotoven známým pražským zvonařem Brikcím z Cymperka. Další dva zvony tohoto kostela jsou z roku 1970 a pocházejí ze zvonařské dílny Rudolf Manoušek.

## Okolí kostela
V rohu u kostela stojí socha Neposkvrněné Panny Marie, tzv. Immaculata, z mušlového vápence na žulovém profilovaném podstavci (kulturní památka rejstř. č. 40398/3-3875).